# Salpiglossis
Salpiglossis  es un género  de plantas herbáceas de la  familia de las solanáceas. Es originario del sur de los Andes y se caracteriza por sus flores grandes y vistosas. Comprende 15 especies descritas y de estas, solo 2 aceptadas.

## Taxonomía
El género fue descrito por Ruiz & Pav. y publicado en Florae Peruvianae, et Chilensis Prodromus 94. 1794. La especie tipo es: Salpiglossis sinuata Ruiz & Pav.

## Especies aceptadas
A continuación se brinda un listado de las especies del género Salpiglossis aceptadas hasta julio de 2015, ordenadas alfabéticamente. Para cada una se indica el nombre binomial seguido del autor, abreviado según las convenciones y usos.	
- Salpiglossis sinuata Ruiz & Pav.
- Salpiglossis spinescens Clos